# The Cynics
The Cynics sono un gruppo musicale garage rock revival statunitense di Pittsburgh in Pennsylvania.

## Storia

### 1983-1994: Il primo periodo
Il gruppo venne formato nel 1983 a Pittsburgh da Gregg Kostelich e Michael Kastelic, che saranno poi gli autori di gran parte dei  brani. Nello stesso anno fondarono poi la loro etichetta, la Get Hip Records, che pubblicherà oltre ai loro dischi, anche altri gruppi di genere garage revival e garage punk degli anni '80. Il loro primo album, Blue Train Station fu pubblicato solo nel 1986, dopo quattro singoli su 7" e un lungo periodo di lavoro di produzione. L'album ottenne ottime critiche e in seguito fu considerato uno dei migliori album del genere.

## Formazione

### Formazione attuale
- Gregg Kostelich - chitarra (1983–1994; 2002–presente)
- Michael Kastelic - voce, percussioni (1985–1994; 2002–presente)
- Pablo González "Pibli" - batteria (2008–presente)
- Angel Kaplan - basso (2008–presente)

### Ex componenti
- Mark Keresmann - voce (1983-1985)
- Becky Smith - organo, tastiere (1986–1988)
- Bill von Hagen - batteria (1983–1987, 1988)
- Mike Kolesar - batteria (1987–1988, 1988–1989)
- Mike Quinlan - batteria (1988, 1991)
- Amy Mathesius - basso (1985–1986)
- Max Terasauro - batteria (1993–1994)
- Pam Reyner - basso (1983–1984)
- Steve Magee - basso (1986–1990)
- Kris Kasperowski - basso (1990–1992)
- Mike Michalski - basso (1992–1994)
- Dave Vucenich - basso, cori (1993–1994)
- Richard Schnapp - chitarra (1985)
- Smith Hutchings - basso (2002)
- Thomas Hohn - batteria (1989–1991; 2002)
- Jack "JACKIE ROBIN" Schmitt- Batteria (1991 European tour) (2004-2005)

## Discografia

### Album
- 1987 - Blue Train Station
- 1988 - Twelve Flights Up
- 1990 - Rock 'n' Roll
- 1993 - Learn to Lose
- 1994 - Get Our Way
- 2002 - Living is the Best Revenge
- 2007 - Here We Are
- 2011 - Spinning Wheel Motel

### Singli
- 1984 - Painted My Heart/Sweet Young Thing
- 1985 - No Place to Hide/Hard Times
- 1986 - Lying All The Time/Summer's Gone
- 1986 - '69/Friday Night
- 1987 - No Way/Dancing On The Walls
- 1988 - I'm In Pittsburgh and It's Raining/Smoke Rings
- 1990 - I Don't Need You/Girl, You're On My Mind
- 1991 - Buick Mackane/Born to Lose
- 1992 - Right Here With You/Learn to Lose
- 1993 - I Live Alone/Hand In Hand

### Album dal vivo
- 1994 - No Siesta Tonight (Live in Madrid)